# Higashimatsushima (Miyagi)
Higashimatsushima (東松島市 Higashimatsushima-shi?) es una ciudad localizada en la prefectura de Miyagi, Japón. En octubre de 2018 tenía una población de 39.483 habitantes y una densidad de población de 390 personas por km². Su área total es de 101,36 km².

## Geografía

### Municipios circundantes
- Prefectura de Miyagi
  - Ishinomaki
  - Misato
  - Matsushima

## Demografía
Según datos del censo japonés, la población de Higashimatsushima ha disminuido en los últimos años.
| Año del censo | Población |
| ------------- | --------- |
| 1995          | 42.778    |
| 2000          | 43.180    |
| 2005          | 43.235    |
| 2010          | 42.903    |
| 2015          | 39.503    |